# Université d'Afrique
L'université d'Afrique (en anglais : Africa University) est une université privée située à 17 kilomètres au nord-ouest de Mutare, dans l'est du Zimbabwe.